# Fusillés pour l'exemple
Fusillés pour l'exemple és una pel·lícula documental francesa rodada en 2003 i dirigida per Patrick Cabouat, amb un pròleg d'André Bach.l El documental parla de la Primera Guerra Mundial (1914-1918).

## Argument
Entre setembre de 1914 i setembre de 1918, els consells de guerra de l'exèrcit francès (ordinaris o extraordinari) haurien pronunciat 24.000 sentències de mort dels soldats, dels quals 6.751 foren efectives. A nivell europeu, França se situaria després d'Itàlia, que va executar 750 dels seus soldats, i davants de Gran Bretanya (300 afusellats) i Alemanya (unes 40 execucions segons fonts oficials).
El documental pretén mostrar que les condemnes van ser dirigides primers actes individuals, com ara l'automutilació voluntària, el pas a l'enemic, la deserció, abandonament del lloc, la reculada durant l'atac, el delicte de covardia. Amb l'interminable ofensiva de Chemin des Dames, els actes de rebel·lió esdevingueren col·lectius (motins): la negativa de certes divisions a l'assalt és cada vegada més reprimit, ja que està acompanyat d'eslògans pacifistes o revolucionaris llançats per poilus polititzats. El documental evoca una possible correlació entre les desfetes militars i les condemnes pronunciades. No obstant això, el nombre d'afusellats francesos després de les pèrdues a Chemin des Dames i els motins de 1917 no passa de 50 soldats, una xifra que segueix sent molt inferior a les execucions reals dels anys 1914 i 1915.
La pel·lícula aborda el resultat posterior d'aquest cas: el suport de les associacions de veterans a les famílies de soldats afusellats per exemple, després de la guerra, el problema de l'accés dels historiadors als dossiers de condemnes militars, la divisió de classe política sobre les rehabilitacions, desigual segons el país. A França, 40 afusellats, entre ells Felix Baudy, van veure restaurat el seu honor en els anys vint o trenta, cap a Gran Bretanya.